# Parafia św. Piotra w Odessie
Parafia św. Piotra w Odessie – rzymskokatolicka parafia znajdująca się w diecezji odesko-symferopolskiej w dekanacie Odessa. Opiekę nad parafią sprawują salezjanie.
Kościół św. Piotra powstał w XIX w. Konsekrowany w 1913. Początkowo służył Francuzom i Włochom. Od lat 30 XX w do upadku ZSRR jedyny czynny kościół katolicki w mieście. Jedynym kapłanem był wtedy ks. Tadeusz Hoppe SDB (proboszcz w latach 1958 - 2003). Dojeżdżał również do innych miejsc w kraju (m.in. Kijów, Kiszyniów, Kaukaz, Syberia).